# Crédit à la consommation
Le crédit à la consommation est la catégorie de crédit accordée à des particuliers par des banques ou des sociétés financières  pour financer les achats de biens et services, comme les grosses dépenses en biens d'équipement (automobile, équipement de la maison). Pour les particuliers, cette catégorie de crédit s'oppose au crédit immobilier utilisé pour financer l'acquisition d'un bien immobilier. Par rapport à cette catégorie, il se caractérise par des montants de prêt plus faibles, une durée de remboursement relativement courte et la nature des garanties demandées. Lorsqu'il s'agit de financer un bien d'équipement, la distribution (vente) est assurée le plus souvent par le vendeur de ce bien. En France, le crédit à la consommation est pris en charge en grande partie par des établissements financiers spécialisés et le processus de vente est fortement encadré par des dispositifs réglementaires destinés à limiter les situations de surendettement. 

## Les différents types de crédit à la consommation
Les principales catégories à la consommation sont :
- le prêt affecté (à une dépense donnée) dont les plus connus sont le prêt automobile (acquisition d'un véhicule) et le prêt étudiant (financement des études) ;
- le prêt personnel non lié à une dépense précise ;
- le crédit permanent personnel, souvent associé à l'utilisation d'une carte de crédit ;
- le crédit en ligne via Internet.

On peut y assimiler aussi :
- le crédit-bail (ou leasing) ;
- la location-vente.

## Caractéristiques
Comme tout crédit, un crédit à la consommation met en relation un établissement financier, le créancier (prêteur) qui prête à un emprunteur (débiteur) un montant pour une durée donnée. Le crédit à la consommation présente les particularités suivantes. Un prêt peut être émis sous la forme d'une vente de biens avec paiement différé et sous la forme d'un prêt pour l'achat de biens/services. Pour la fourniture du service, la banque facture des intérêts, également appelés coût du prêt.

### Clientèle
Le crédit à la consommation s'adresse aux particuliers. Les autres catégories de clientèle bancaire, en particulier les entreprises et les professions libérales, financent leurs biens durables à travers d'autres formes de crédit.

### Objet financé
L'objet financé par le crédit à la consommation est ce qui distingue celui-ci des autres catégories de crédit. Les crédits aux particuliers comportent trois grandes catégories :
- le crédit immobilier qui permet de financer l'acquisition d'un bien immobilier ;
- le crédit de trésorerie qui permet de faire face à des problèmes de trésorerie comme le découvert ;
- le crédit à la consommation qui permet de financer des biens durables autres qu'un bien immobilier.

En pratique, la séparation entre crédit de trésorerie et crédit à la consommation n'est pas aussi nette. Un crédit à la consommation peut être souscrit sans préciser l'objet financé ce qui permet de l'utiliser pour faire face à des problèmes de trésorerie. Un crédit revolving peut être utilisé aussi bien pour faire face à des problèmes de trésorerie que pour financer l'acquisition d'un bien.
La définition réglementaire du crédit à la consommation en France indique que le montant est compris entre 200 € et 75 000 €, et la durée de remboursement est supérieure à trois mois.

### Évaluation du risque et garanties
Pour une banque ou un établissement de crédit, la décision de l'octroi de ce type de financement répond à certains critères :
- la situation de l'emprunteur / des emprunteurs : composition de la famille, situation professionnelle ;
- les revenus stables : bien qu'un CDD ne soit pas forcément rédhibitoire (voire un statut d'étudiant), un CDI ou un statut de fonctionnaire sera toujours un point résolument positif ;
- le ratio d'endettement : total des charges mensuelles ou annuelles (mensualités de prêts en cours + nouvel emprunt sollicité + loyer ...) / total des revenus mensuels ou annuels (revenus pérennes / salaires, revenus fonciers/locatifs ...). Bien que le chiffre de 33 % reste souvent connu, il est à nuancer depuis quelques années, au profit d'une analyse comparative avec le critère suivant. Le « reste à vivre » : combien reste-t-il à l'emprunteur une fois l'ensemble de ses charges payées ? En effet, cette notion apporte un éclairage complémentaire à la notion d'endettement.

Pour illustrer, attardons-nous sur les cas de Monsieur X et Monsieur Y :
1. Monsieur X gagne 2 000 euros par mois, et compte 700 euros de charges mensuelles, il est donc endetté à 35 % (700/2 000), toutefois il vit dans une ville où le coût de la vie reste raisonnable, il est célibataire sans enfant. Il reste pour vivre 1 300 euros par mois (manger, se vêtir, épargner ...) ;
2. Monsieur Y gagne 6 000 euros par mois, son épouse n’a pas d’activité rémunérée car elle s’occupe de leurs 4 enfants, ils vivent à Paris. L'ensemble de ses charges représentent 2 100 euros par mois. Son endettement est lui aussi de 35 % (2 100/6 000), il lui reste 3 900 euros pour vivre tous les mois pour subvenir aux besoins de son épouse et ses enfants, de surcroît, la vie parisienne est nettement plus onéreuse qu'ailleurs.

Sur cet exemple simple, quel emprunteur dispose de la meilleure situation pour prétendre à un crédit ? Les facteurs décisifs reposeront sur sa relation avec son banquier, son rythme de vie... autant de facteurs plus subjectifs mais pourtant importants à prendre en compte.
Enfin, l'emprunteur ne devra pas avoir connu d'incident enregistré auprès de la Banque de France : 
- fichage FCC ;
- interdiction bancaire et/ou FICP révélant des soucis de remboursement lors d'emprunts antérieurs.

### Processus de vente
La procédure de vente repose sur plusieurs étapes, que cela soit lors d'un rendez-vous chez son banquier, ou lors d'une demande formulée en ligne sur un site spécialisé :
- le recueil d'information sur l'emprunteur : ses revenus, son patrimoine, sa famille, l'objet de sa demande ;
- les modalités de crédit souhaité : montant, durée ;
- la proposition du prêteur : taux proposé, assurance facultative, frais de dossier ;
- l'offre préalable : il s'agit du document contractuel qui lie le prêteur et l'emprunteur (cf. ci-dessous). En règle générale, l'emprunteur dispose d'un délai de rétractation d'au moins 7 jours avant le décaissement effectif de la somme. Malgré cela, il est très répandu que l'emprunteur renonce à ce droit afin d'accélérer le processus et de percevoir le montant du crédit plus rapidement.

### Modalités de remboursement
Le remboursement se fait le plus souvent sous forme de mensualités constantes, durant l'ensemble de la durée initialement souhaitée.
À la différence du prêt immobilier, le remboursement par anticipation ne donne pas lieu à la perception d'indemnité de rupture anticipée par le prêteur.
Deux cas particuliers :
- le crédit permanent (renouvelable) : il est octroyé à l'emprunteur une somme maximale d'argent, une réserve dans laquelle il peut venir piocher régulièrement. Les remboursements des sommes empruntées viennent alors reconstituer mécaniquement le montant de la réserve disponible ;
- le prêt étudiant : cette formule de financement est destiné aux étudiants pouvant justifier de leur situation (certificat de scolarité, carte d'étudiant en cours de validité ...) afin de financer leur vie quotidienne ou le prix de leur scolarité, avant de rentrer dans la vie active. Ce type de financement se décompose en deux temps distincts :
  - la période dite de « franchise », qui correspond généralement à la durée d'études restante de l'étudiant. Durant cette période qui n'excédera pas deux ans la plupart du temps, l'emprunteur ne remboursera que des intérêts sur la somme empruntée, voire l'assurance associée (période de différé partiel). Pour certains cas de figure (grandes écoles par exemple), l'emprunteur pourra ne rien rembourser du tout (différé total),
  - la période d'amortissement succède à la franchise et voit le remboursement du crédit s'enclencher sur les mêmes bases qu'un prêt à la consommation classique.

### Remboursement par anticipation
Si le débiteur décide de rembourser par anticipation son prêt, il devra payer des pénalités si et seulement si le capital restant dû est supérieur à 10 000 euros, sinon c'est sans aucuns frais. La pénalité est de 1 % sur ce capital si la durée sur le tableau d'amortissement dépasse douze mois, et 0,5 % en cas de délai inférieur à une année.

## Cadre réglementaire et juridique

### En France
L'offre préalable doit répondre aux exigences du code de la consommation et correspondre à l'un des six modèles prévus par l'arrêté du 14 mai 2007. Réformé principalement par la Loi du 1er juillet 2010, qui fait suite à la directive de l'Union européenne, le crédit à la consommation est défini à l'article L.311-1 4° du Code de la consommation de la manière suivante : "opération ou contrat de crédit, une opération ou un contrat par lequel un prêteur consent ou s’engage à consentir à l’emprunteur un crédit sous la forme d’un délai de paiement, d’un prêt, y compris sous forme de découvert ou de toute autre facilité de paiement similaire, à l’exception des contrats conclus en vue de la fourniture d’une prestation continue ou à exécution successive de services ou de biens de même nature et aux termes desquels l’emprunteur en règle le coût par paiements échelonnés pendant toute la durée de la fourniture".
Le crédit à la consommation est réglementé par les articles L.312-1 et suivants du Code de la consommation.
Du point de vue de la vente des crédits à la consommation, plusieurs dispositifs juridiques sont en place. Il faut signaler, en particulier, en cas de distribution directe de crédits par les banques, l'obligation jurisprudentielle du devoir de mise en garde .
En 2013, l'évolution de ce cadre juridique a gravi une étape notable, fondée sur un meilleur équilibre de la relation entre prêteur professionnel et emprunteur. Aussi, l'accent est davantage mis sur les modalités de distribution du crédit, d'autant que la dissociation entre les gestionnaires du risque (les établissements de crédit) et les vendeurs, tels que les courtiers ou les Intermédiaire en opérations de banque et en services de paiement est de plus en plus active. La banque n'est plus le seul distributeur de crédits à la consommation, même si elle en assume les risques financiers.
Cette évolution a permis de constater l'apparition d'un droit de la distribution bancaire, dont le fondement est la protection des consommateurs.
Ce mouvement s'est confirmé, en 2016, avec la réforme du Code de la consommation sur les crédits immobiliers aux particuliers (ordonnance 2016-351 du 25 mars 2016). L'ensemble des crédits aux particuliers disposent d'un régime juridique établi sur des bases communes, qu'il s'agisse de crédits à la consommation ou de crédits immobiliers. En France, ce régime s'installe par tranches successives entre le 1er juillet 2016 et le 21 mars 2019.

## Les fournisseurs de crédit à la consommation en France
(septembre 2023).
En France coexistent comme producteurs de crédit à la consommation deux types d'acteurs sur le marché : les établissements de financement spécialisé qui n'ont statutairement le droit de commercialiser que des produits bancaires en rapport direct avec le crédit à la consommation (Cetelem, Sofinco, Banque Casino…) et  les banques généralistes (Crédit agricole, BNP Paribas…) qui sont les seules à pouvoir commercialiser tous les types de produit bancaires et qui à ce titre sont les seules à gérer des comptes bancaires.
On compte également les captives de constructeurs automobiles qui proposent des offres de crédits et d’assurance. Enfin, les filiales des groupes de distribution proposent majoritairement du crédit permanent. À l'orée des années 2010 sont apparus les établissements de prêt entre particuliers (par exemple Prêt d’Union).
Sous l'angle de la production du crédit à la consommation, le marché est dominé en France par les établissements de financement spécialisés qui détiennent environ 60 % du marché (en production ou en encours) : cette part de marché est acquise par une forte présence sur les lieux de consommation grâce à un réseau de prescripteurs très dense (magasins de distribution) et à une politique de crédit beaucoup moins sélective que les banques généralistes, dont ils sont pourtant filiales.
Pour compenser le fort taux de défaillance résultant de leur positionnement, les établissements spécialisés pratiquaient en 2007 des taux d'intérêt en moyenne plus élevés (97 % des crédits renouvelables avaient un taux d'intérêt supérieur à 16 % contre 58 % des crédits du même type consentis par les banques généralistes). Désormais, ils modulent plus fortement ce taux en fonction du risque présenté par l'emprunteur.
Les principaux établissements spécialisés sont (par ordre de taille en 2006) :
1. Cetelem (filiale de BNP Paribas) ;
2. Crédit agricole Consumer Finance (Finaref - Sofinco, filiale du Crédit agricole) ;
3. Laser Cofinoga (actionnaire principal depuis juillet 2014 : BNP Paribas, en concurrence directe avec Cetelem) ;
4. Cofidis (actionnaires principaux 3 Suisses, Crédit mutuel) ;
5. autres : Financo (Crédit mutuel Arkea), Franfinance (Société générale), Natixis Financement (Natixis), GE Money Bank, Carrefour Banque (anciennement S2P), CredeeZ, etc. ;
6. la start-up Mansa est proposant un accès au crédit à la consommation aux indépendants et freelances[9].

## Utilisation
En France, selon l'Observatoire des crédits aux ménages, 30,1 % des ménages ont un crédit à la consommation en 2010, soit une baisse de 1,6 points par rapport à 2009. Malgré cette baisse de la part des ménages emprunteurs, l'encours global du crédit à la consommation a largement progressé en France ces dernières années, passant de 116 milliards d'euros en 2005 à 161 milliards d'euros en 2016 d'après l'étude d'Eurogroup Consulting.
Les dépenses réalisées grâce au crédit à la consommation représentent plus de 7 % du PIB français.
Un tiers du crédit à la consommation va à l’acquisition de l’automobile, un tiers à l’équipement de la maison et le tiers restant aux autres dépenses.
Les hommes souscrivent généralement le crédit pour l’automobile, et les femmes pour l’électroménager et les petits achats.
Les financiers distinguent quatre catégories de population au regard de l’éligibilité au crédit, du plus riche au plus pauvre : primes, near primes et subprimes.

## Avantages et critiques
Le crédit à la consommation joue un rôle majeur dans le fonctionnement des économies modernes en permettant aux particuliers d'acquérir des biens d'équipement mais il peut contribuer à des situations de surendettement.

### Avantages
- Pour l'emprunteur : il permet d'acheter des biens de consommation que l'on ne peut payer en une seule fois.
- Pour l'économie : en encourageant la consommation, ils soutiennent la croissance de l'économie nationale et donc l'emploi.

### Critiques
- Leur coût : les crédits à la consommation sont souvent accordés à des taux d'intérêt très élevés par rapport aux taux du marché.
- Le surendettement : les crédits à la consommation, souvent utilisés par les classes populaires, sont l'un des principaux éléments conduisant au surendettement. Plus précisément, selon le quotidien Les Échos, le « crédit renouvelable (revolving) (est) présent dans 86 % des dossiers déposés devant les commissions de surendettement fin juin 2007 »[8].
- Le Fichier positif ou Répertoire des crédits : l'idée de recenser les crédits de tous les Français remonte à 2004. Elle fait l'objet de propositions depuis 2010. Il existe déjà un fichier, le Fichier national des incidents de remboursement des crédits aux particuliers (FICP), qui est lui un fichier « négatif », au sens où il recense les incidents de paiement des personnes et non l'ensemble des crédits en cours.

Le recensement de tous les Français, via leurs crédits, était proposé dans la Loi sur la consommation adoptée le 13 mars 2014. Ce fichier positif a été rejeté par le Conseil constitutionnel, le 13 mars 2014 ; la méthode a été jugée disproportionnée en regard de l'objectif visé, compte tenu de l'atteinte à la vie privée qu'elle représente.
- La publicité mensongère : à titre d'exemple, dans des publicités diffusées en janvier 2006, la société Sofinco annonçait un taux d'intérêt effectif (TEG) de 16,58 % alors que le taux réel était supérieur à 20 %. Sofinco a été condamné en novembre 2007 par le tribunal correctionnel d'Évry pour ce fait[8].